# Musica rock belga
La musica rock belga si riferisce alla musica rock prodotta in Belgio oppure scritta ed eseguita da musicisti belgi. Siccome il Belgio è uno Stato federale con forti identità culturali - un'area francofona al sud (Vallonia) e un'area di lingua olandese al nord (Fiandre) - con diverse reti mediatiche e istituzioni culturali sostenute pubblicamente, la musica rock belga utilizza spesso le due lingue nazionali, oltreché la lingua inglese.
La storia del rock francese è simile a quella del rock europeo: dopo l'età dei pionieri dalla metà degli anni cinquanta che introdusse alcune canzoni con connotazioni riconducibili al rock and roll, per poi vedere un'evoluzione da parte di alcuni artisti influenzati dalla musica beat e pop.
Gli anni settanta furono segnati dalla canzone rock, dall'hard rock e dal rock progressivo che cercava di portare le nuove forme rock verso formule legate anche alla musica colta, prima che il punk rock riportasse popular music alla semplicità del rock and roll con band come The Kids, Red Zebra e Hubble Bubble.
Tra gli anni ottanta e novanta andarono poi sviluppandosi l'indie rock e l'alternative rock con l'importante scena di Anversa di cui i Deus furono la band più popolare.
Negli anni 2000, la scena rock belga vanta una rete importante di locali, produttori, tour manager, media, festival, oltreché un vasto pubblico sia per gli artisti indie che per quelli più commerciali.

## Storia

### 1955-1963: L'introduzione del rock and roll in Belgio

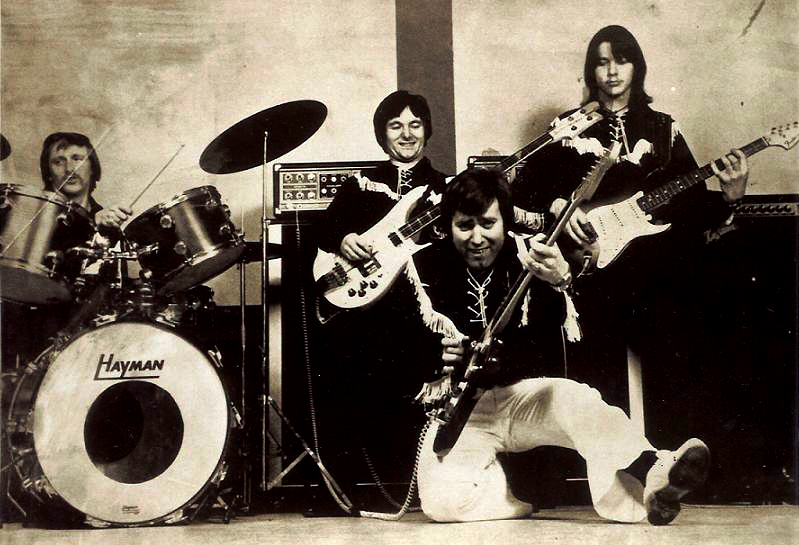
Burt Blanco nel 1978

In Belgio come in Europa il rock and roll iniziò a diffondersi sul finire degli anni cinquanta anche grazie alla presenza delle truppe americane di istanza in questi paesi del periodo post bellico. Tra le prime pubblicazioni rock and roll arrivate in Belgio vi fu proprio il brano Rock Around the Clock (Decca, 1954) di Bill Haley & His Comets che vedeva nel lato B Pinball Boogie di Red Foley. Nel 1956 l'omonimo film fu distribuito nel paese dando l'avvio anche qui alla mania del rock and roll. Tra i nuovi pionieri del genere in Belgio vi furono nomi come Rocking Harry o Shorty Lee Smith and the Wildcats che iniziarono a suonare tra il 1956 ed il 1957 e nel numero 25 della neonata rivista musicale Juke Box venne annunciato il primo concerto di Bill Haley & His Comets al Palais des Beaux-Arts di Bruxelles per il 30 ottobre 1958. Nel 1959 mentre in Belgio spopolava la canzone sentimentale italiana e Rocco Granata piazzava hit come Manuela e Marina, anche Burt Blanca and the King Creoles pubblicavano il loro "Oh, Carol! / I Love You So" (Hebra Records). Sulla via del rock and roll anni cinquanta seguirono altri musicisti come Big Brown & The Gamblers con il suo "My Testament" (Palette, 1961), Clark Richard and his Tropical Stars con "Queen Of Love / Hot Rock Beat" (His Master's Voice, 1961) e Les Frangins con "Ye Youpi / Changhai" (Barclay, 1961).
Sempre in questi anni arrivarono le sonorità della musica surf e del rock strumentale spesso influenzate da band come The Shadows. Gia nel 1957 la band The Jokers pubblicava il loro primo 7" intitolato "Drie Dagen En Drie Nachten" (CID) a cui seguì il rifacimento del brano folk belga Ik zag Cecilia komen con il nuovo titolo Cecilia Rock (Philips, 1960). Molti i brani che riscosso successo in seguito e tra questi Ronny Boy (Discostar, 1963), Tabou (Discostar, 1964), e Gemini Boogie (Arcade Records, 1965). Anche l'altra band di rock strumentale The Cousins riprese un brano folk per riproporne una nuova versione rock intitolata "Kili Watch" (Palette,1960).
Andava poi evolvendosi una forma di pop rock leggero spesso caratterizzata da artisti molto giovani e dalla faccia pulita chiamata musica yéyé.

### Gli sviluppi degli anni sessanta nella post-British Invasion

#### Tra Rhythm & Blues, Beat e Garage rock

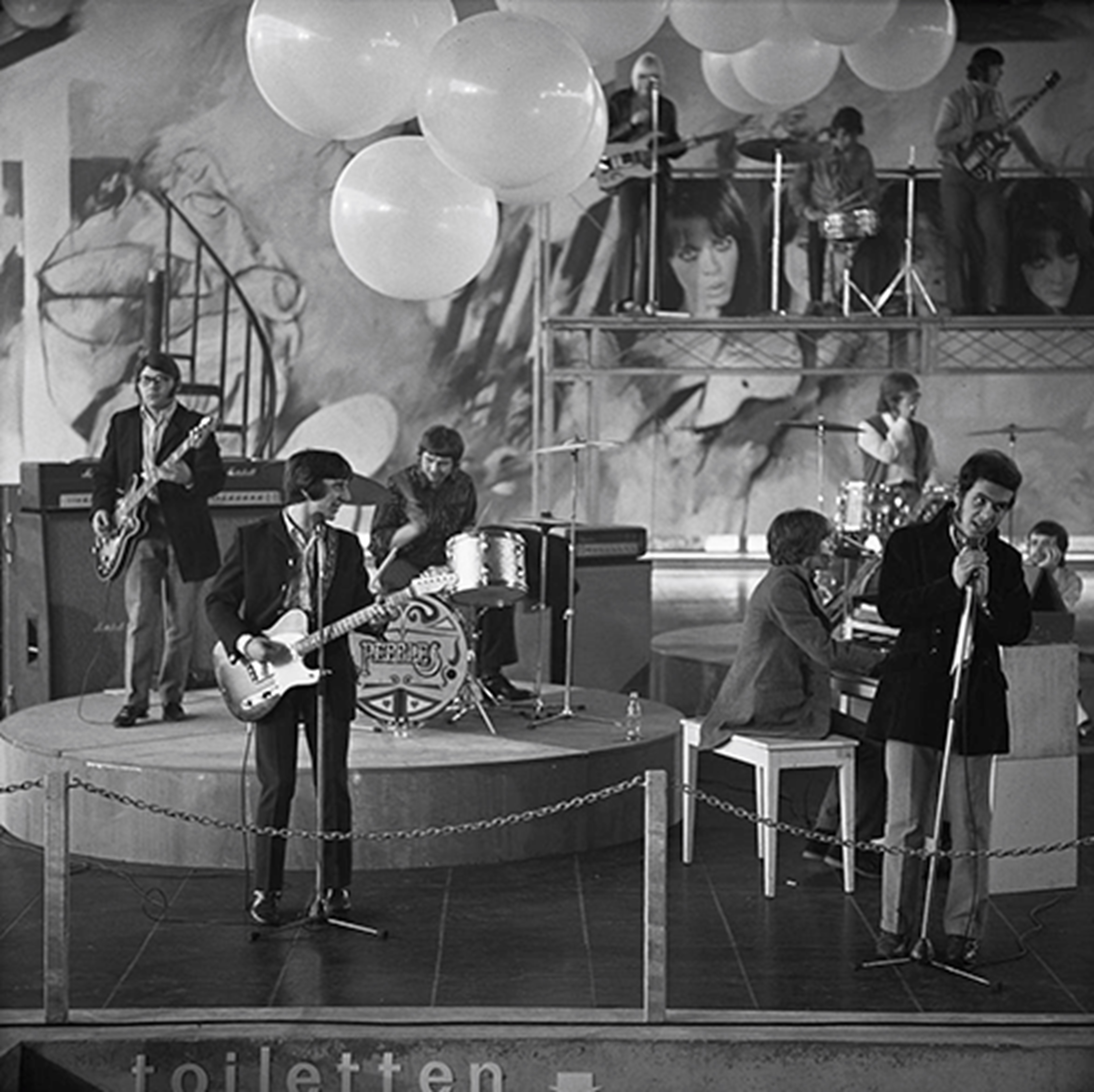
Il gruppo musicale beat The Pebbles suona nel programma televisivo olandese Fenklup il 7 giugno 1968

Se i primi influssi della musica beat arrivano in Belgio anche prime dal 1964, fu da quell'anno che, anche grazie al fenomeno in seguito conosciuto come British invasion, i gruppi giovanili belgi iniziarono a prendere a modello il beat inglese e la musica nera statunitense creando una versione autoctona di garage rock. Una delle band più iconiche di questo movimento furono The Pebbles, che pubblicarono una serie di singoli 7" nel 1965 con "Let's Say Goodbye / Love Me Again" (CBS), "Love Me Again / It's Alright With Me Now" (Dot Records), "It's Allright With Me / Forever More" (CBS) e "Huma - La La La La" (Président), ottenendo anche consensi in Spagna, Francia ed Italia, dove la Durium gli produrrà il singolo in lingua italiana intitolato "Il nuovo giorno / Domani capirai" (1965).
Sempre nel 1965 Les Godasses Verte pubblicano il 7" "La Salade / Le Panier A Salade" (CBS), Les Night Rockers debuttano con "En Public Du Golf Drouot" (Golf Drouot) per continuare con "I Can Tell" (Barclay, 1965) e "Dance To The Rock" (Golf Drouot, 1966), Sylvester's Team debuttano con "It Reminds Me (Louis XVI)" (Roover Records, 1965) e "Beautiful Day / Hurt Me No More" (Roover Records, 1966) e dopo alcuni singoli dal suono più psichedelico, nel 1968 cambiano nome in Bird and the Bees e rilasciano il loro 7" "Tiger Dans" (Disques Vogue) dalle forti influenze mod. Le influenze Mod sono ben presenti anche nel duo portoghese di istanza a Bruxelles conosciuto come Jess & James, che divenne per un certo periodo la resident band del club Les Cousins. Il duo confezionò una serie di singoli in stile beat / Soul / Rhythm & Blues, prima di arrivare agli album Move (Palette, 1968) e Revolution, Evolution, Change! (Palette, 1969).
Nati da costola del gruppo rock and roll Les Ombres, The Klan pubblicarono tra il 1967 ed il 1968 una serie di singoli ed un album intitolato "Join Us" (Palette, 1967) riscuotendo successi anche in America Latina ed aprendo il concerto di Parigi dei Rolling Stones del 10 aprile 1967.

#### Il Kleinkunst ed il Folk rock

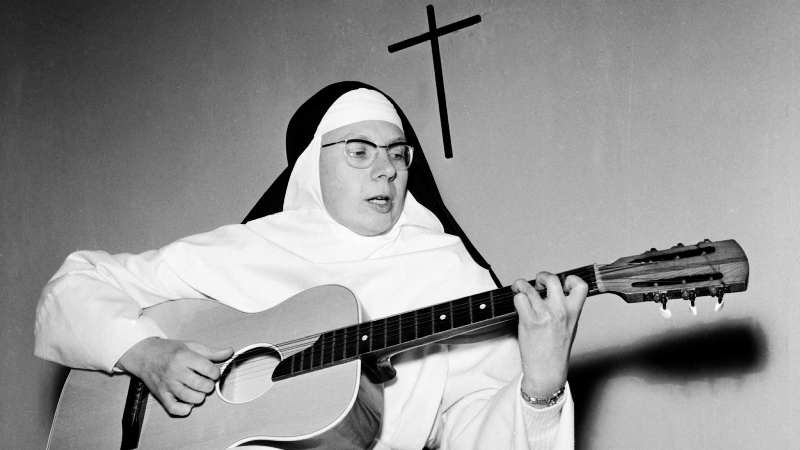
Soeur Sourire

Il genere Kleinkunst ("canzone folk" in lingua olandese) fu introdotto in Belgio da cantanti come Kor Van der Goten, Miel Cools e Hugo Raspoet. E se tanto Hugo Raspoet quanto la cantante folk francofona Soeur Sourire iniziavano la carriera già nel 1962, quest'ultima raggiunse il primo posto della classifica Billboard statunitense l'anno successivo con il brano "Dominique" (Philips, 1962).

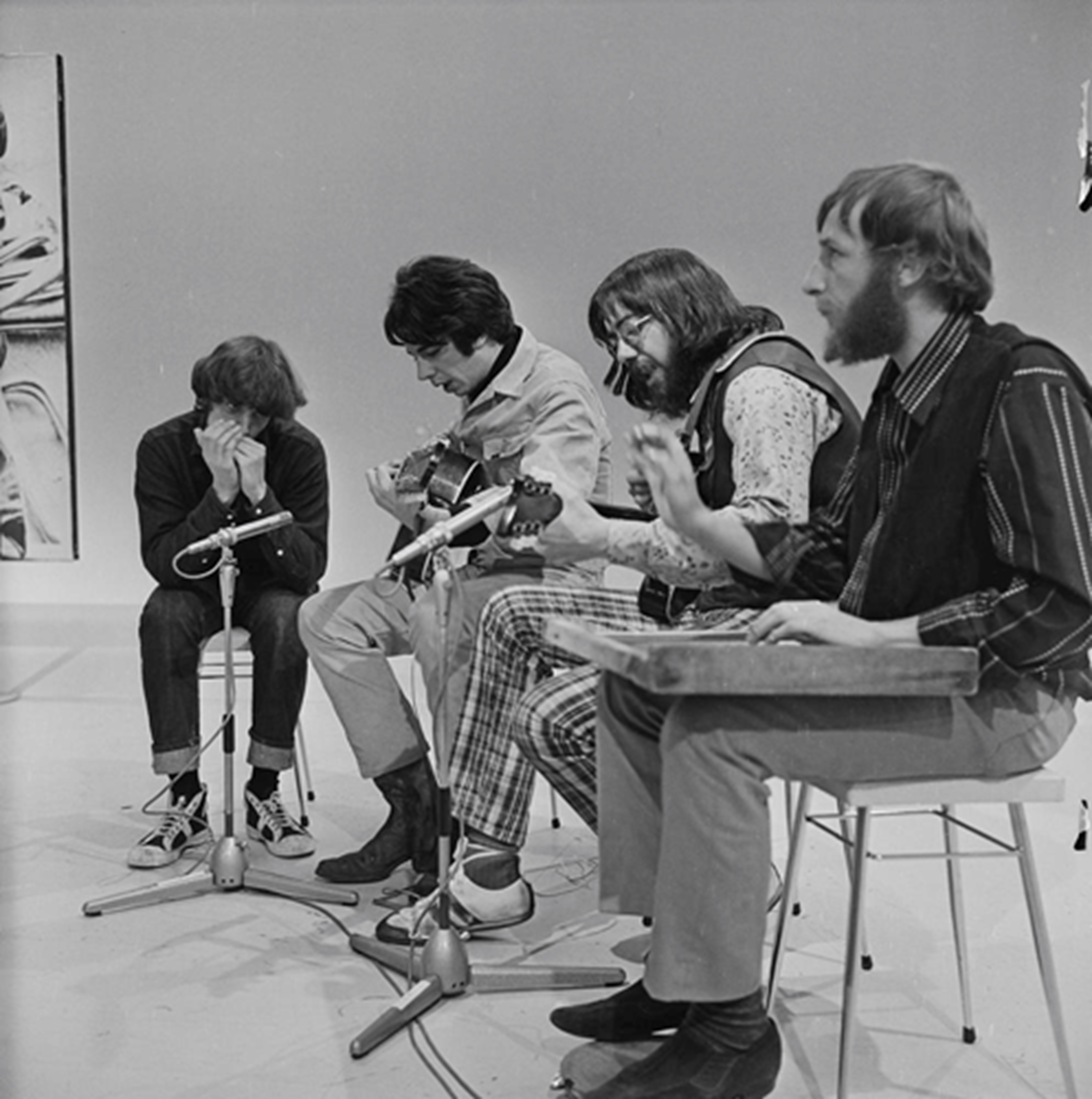
Ferre Grignard ed il suo gruppo suonano dal vivo al programma televisivo olandese Funclub

Il 1965 fu l'anno in cui fu coniato il termine folk rock per descrivere il primo album dei The Byrds, ed anche in Belgio esplose il folk elettrificato. Ne furono esempio band e musicisti come The Dollars che usavano la chitarra 12 corde tipica di questo genere nel loro singolo di debutto Oh ! John (Disques Festival, 1965) e Ferre Grignard con il debutto su 7" Ring Ring I Have to Sing (De Muze, 1965) che divenne un successo internazionale. L'anno seguente pubblicò un altro successo intitolato Drunken Sailor / Hash Bamboo Shuffle 1702 (Philips, 1966). Un altro importante pioniere del folk rock belga fu Roland Van Campenhout, che già nel 1963 suonava skiffle con la The William and Roland Skiffle Group, per poi unirsi al duo folk Miek & Roel con cui pubblicarono come Miek & Roel + Roland, prima il singolo Wie Wil Horen (Disques Vogue, 1967) e poi l'album Je Kan Nooit Weten (Disques Vogue, 1967). E se quest'album portò il duo Miek & Roel agli apici della Kleinkunst e del folk di protesta continuando la carriera nell'esplorazione di sonorità acustiche, Roland Van Campenhout già nel successivo A Tune for You (CBS, 1971) proponeva un suono più elettrico tra blues, folk rock e rock psichedelico.

#### Il rock psichedelico
Il 1967 è anche per il Belgio l'anno in cui si sviluppa il nuovo rock psichedelico, come testimonia il 7" di The Pebbles "I Got To Sing / You're Better Believe It" (Barclay, 1967), ed ancor più il singolo "Seven Horses In The Sky" (Barclay, 1968) ed il loro primo omonimo album del 1969. Fu in questi anni che la band condivise il palco con Jimi Hendrix e con gli Small Faces in un concerto a Parigi. Ma sempre nel 1967 The Shakes di Bruxelles elaboravano un suono blues dalle forti tinte psichedeliche con "Come On-A My House / Dust My Blues" (Voom) e poi con "Shoot Me Baby / You've Got To Hide Your Love Away" (Ronnex Records, 1968). Gli Waterloo pubblicarono il loro 7" "Meet Again" (Disques Vogue) nel 1969 e "Plastic Mind" (Disques Vogue) nel 1970. Paul's Collection pubblica Man / Music Is My Life (RCA, 1970) a cui seguono 4 singoli 7".

### I nuovi sottogeneri degli anni settanta

#### Il rock progressivo
Ad i inizio anni settanta arrivarono anche in Belgio arrivarono gli echi della scena di Canterbury, generando così una vivace scena di rock progressivo belga. Tra le band pioniere del genere vi furono gli Arkham, che pur non incidendo mai un album vero e proprio, vedevano nell'ensemble Daniel Denis e Jean-Luc Manderlier che nel 1972 passeranno ai francesi Magma realizzando l'album all'album Mekanïk Destruktïw Kommandöh (Vertigo Records, 1973). Daniel Denis formerà poi gli Univers Zero nel 1974 arrivando al loro primo album solo nel 1977 con il disco omonimo uscito per Eric Faes. Ma già nel 1970 i Recreation proponevano un suono a metà tra classic rock e sperimentazioni Prog con l'album Don't Open (Triangle, 1970) e poi con sonorità più symphonic prog in Music or Not Music (Barclay, 1972). Gli ex-The Pebbles Luc Smets e Marcel De Cauwer avevano intanto fondato gli Shampoo pubblicando l'album prog/fusion Volume One (Les Disques Motors) nel 1971. Un'altra band pioniera del suono prog belga furono i Lagger Blues Machine, autori dell'album omonimo uscito per la CBS nel 1972 con un sound influenzato dal psichedelia e blues rock. Gli Pazop, sempre con influenze psichedeliche, uscirono nello stesso anno con l'album Psychillys Of A Lunatic Genius (Barclay, 1972).
Tra le band successive dalla forte impronta jazz rock vanno menzionate i Cos, che debuttarono nel 1973 con l'album Postaeolian Train Robbery (Plus Records, 1974), i Kandahar che debuttano con il singolo 7" Survivin' Boogie / The Dark Hole Rag (Dwarf, 1974) per rilasciare poi il primo album In The Court Of Catherina Squeezer (Dwarf, 1975). Gli Esperanto Rock Orchestra arrivarono alla fama internazionale con l'omonimo album su A&M Records. Altre band furono Tideline, Magenta, Machiavel, gli Isopoda, i Nessie, i Phylter, i Flyte, ed i Dragon.
Sul versante più decisamente symphonic prog i Banzai pubblicarono Hora Nata nel 1974 per l'etichetta olandese Delta.

#### Hard & heavy
Tra la fine degli anni sessanta va formandosi anche in Belgio uno stile hard rock / heavy Metal caratterizzato da un suono denso e potente, con linee di basso ritmiche in primo piano, distorsione molto amplificata, ampie parti di assoli di chitarra, ritmi enfatici e un alto volume generale. Tra le band pioniere di questo genere vanno menzionati i Jenghiz Khan con il loro unico album intitolato Well Cut (Barclay) divenuto in seguito seminale non solo in patria, e poi gli Irish Coffee che rilasciano il primo singolo intitolato Carry On / Child (Triangle) nel 1971 e poi l'album omonimo nello stesso anno, elaborando un suono cupo e potente.

### Proto-punk, punk e new wave

#### Punk rock
Se è vero che in Belgio non sono mancati episodi di musica Glam rock come i tardi Vacation con singoli come I Can't Bear Pain (Sandro, 1975) o Whatch What You Do (Sandro, 1977) oppure Proto-punk come ad esempio i Blast con il loro unico 7" Damned Flame / Hope (Majestic, 1974), fu a partire dal 1976-77 che andò consolidandosi una scena punk rock nazionale. Una delle prime band di questa scena furono sicuramente The Kids, che furono fondati nel 1976 per arrivare al primo singolo 7" No Monarchy / Rock Over Belgium / The City Is Dead nel 1978 e confezionare nello stesso anno gli album The Kids (Fontana - 1978) e Naughty kids (Fontana - 1978). Altre band della prima ondata punk rock belga furono i Red Zebra, Hubble Bubble, Plastic Bertrand, The Employees, Perverted by Desire.

#### New wave

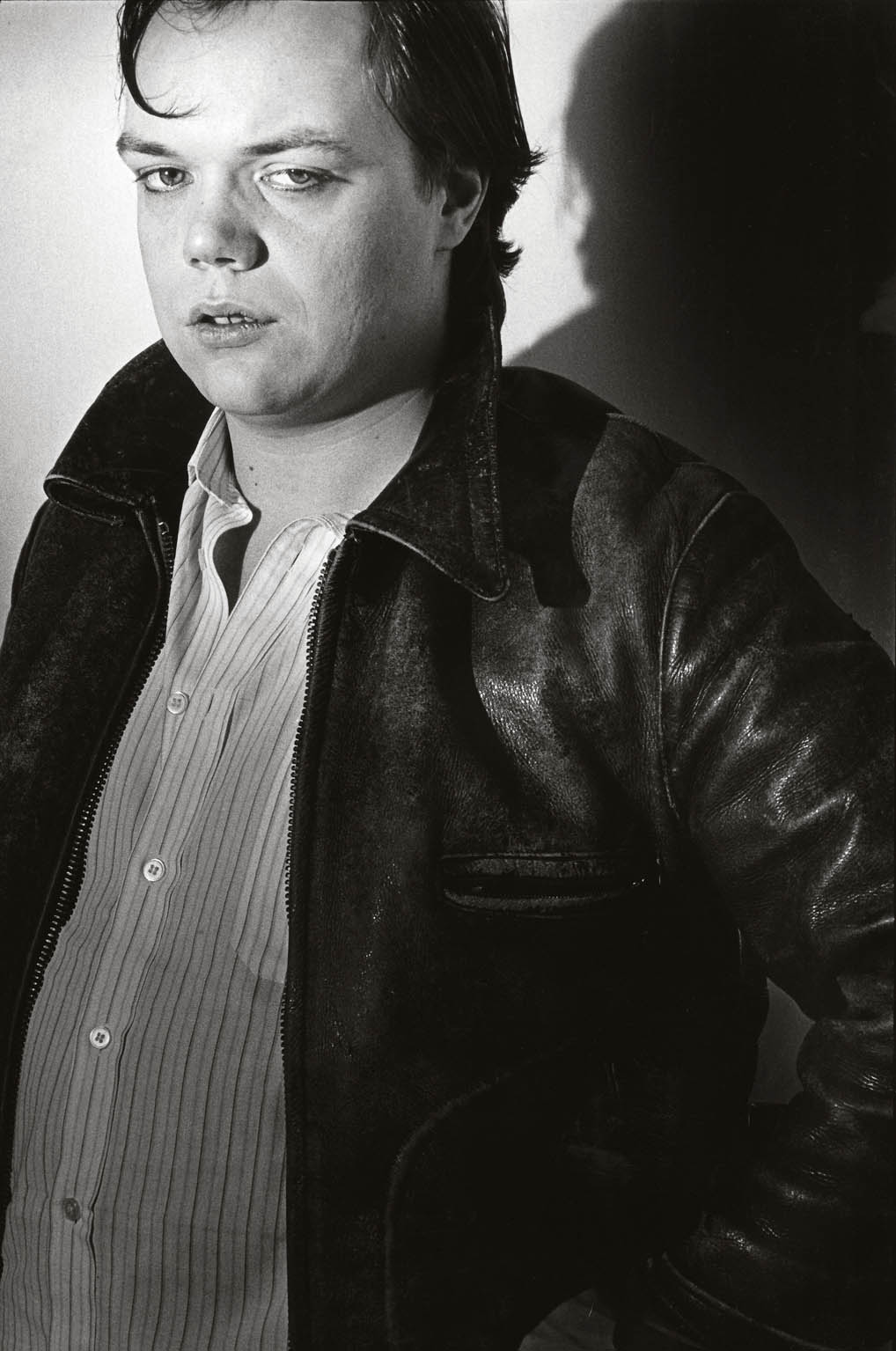
Patrick Nebel dei Nacht und Nebel nel 1985

Tra le band new wave che, in seguito alla rottura ed alla semplificazione portata dal punk rock, sullo stesso filone assumevano un approccio mainstream, vi erano band pop come i TC Matic del cantante Arno, De Kreuners, The Bowling Balls, Nacht und Nebel e Walter Verdin, il rock elettronico con numerosi esponenti dai Telex, band ispirate al cantautorato come Rick Tubbax And The Taxi's, oppure band che ripescavano forme di revival aggiornato come Lio con il Bubblegum pop. E poi il versante funk wave che comprendeva band come Allez Allez e 2 Belgen.

#### Post-punk
Dall'altra parte vi erano anche gruppi più radicali e meno compromessi con il mainstream, che come la new wave ed in pieno spirito post-punk, incorporavano influenze dalla musica elettronica, dal dub giamaicano o dal funk statunitense. Perlopiù questi gruppi avevano un suono più duro delle band new wave, oppure adottavano formule più oscure e spesso collegate alle controculture. Esempi di ambito post-punk in Belgio comprendevano Aroma Di Amore, Lavvi Ebbel, De Brassers, Siglo XX, A Noh Rodeo, Der Polizei, Yum, Company of State, Mensen Blaffen, The Names, Jo Lemaire + Flouze, The Breath of Life e Poésie Noire.

### Il rock elettronico degli anni ottanta

#### Synth rock
Molte delle band di rock progressivo degli anni settanta compivano i primi esperimenti con i sintetizzatori e tra questi, la band belga che ebbe più successo fu senza dubbio quella dei Machiavel, etichettati allora come band Eu-rock. Ma fu sul finire degli anni settanta che molte band, anche in Belgio, iniziarono a sviluppare un suono Synth pop e Synth rock.

#### Coldwave
Sviluppatasi tra Francia e Belgio, la scena Coldwave fu il risultato del passaggio dei gruppi punk ad economici sintetizzatori portatili. Le band Coldwave mescolavano spesso sonorità Darkwave con l'elettronica del Krautrock di stampo tedesco, ottenendo risultati sonori spesso gelidi e minimali. Tra le band di questo filone troviamo Aimless Device, Parade Ground, Siglo XX, Poésie Noire.

#### Electronic body music

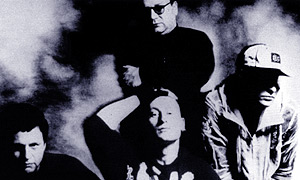
I Front 242

Il Belgio ebbe un ruolo fondamentale nello sviluppo della musica Electronic body music, un genere musicale della musica post-industriale che mescolava tra le altre cose musica industriale, musica elettronica, dance music e Synthpunk. Tra i sintetizzatori che definivano lo stile nella sua prima fase c'erano il Korg MS-20, il Roland SH-101, l'ARP Odyssey, l'Emulator II, insieme a diversi modelli Oberheim e Yamaha. Le band più importanti della prima EBM belga furono i Front 242, Klinik e The Neon Judgement.

### Indie rock
Negli anni Novanta, il Belgio (e soprattutto le Fiandre) stava vivendo una profonda svolta nella musica elettronica, con l'emergere di enormi discoteche e di una scena locale chiamata New beat. Come reazione all'attitudine mainstream di questa scena, si sviluppò sempre più una scena di rock alternativo dalla vocazione indie rock, con un numero sempre crescente di festival (ogni singola organizzazione giovanile locale aveva il proprio, fino a che alcuni divennero particolarmente rilevanti come quello della stazione radio Studio Brussel che si chiamava Humo's Rock Rally) ognuno con attitudini e preferenze verso i diversi sottogeneri. È in questo periodo che molte band hanno finalmente iniziato a raggiungere più consensi e successo internazionali.

#### Rock gotico
Dal versante più oscuro della scena post-punk di fine anni settanta, tra coldwave, darkwave e musica industriale, si formò anche in Belgio una scena autonoma di rock gotico con una propria sottocultura che includeva club, varie tendenze della moda e numerose pubblicazioni che sono cresciute in popolarità negli anni ottanta e novanta. Tra le prime band importanti di questa scena vi erano The Breath of Life, Siglo XX, De Brassers, The Names e Poésie Noire.

#### Anversa e l'espansione dell'Indie rock
Una vivace scena indie rock spunta ad Anversa, dove i Deus diverranno probabilmente gli esponenti più popolari, accanto ad altri musicisti e gruppi come Zita Swoon (precedentemente Moondog Jr), Evil Superstars, Kiss My Jazz, Dead Man Ray, K's Choice, Admiral Freebee, A Brand e Die Anarchistische Abendunterhaltung. Mauro Pawlowski e Rudy Trouvé sono figure chiave della scena di Anversa oltre a suonare o aver suonato nei Deus, suonano anche con progetti in solo, nonché in band meno conosciute e come improvvisatori nelle sessioni di jam e concerti sperimentali. Pawlowski ha suonato in numerose band, tra cui Mitsoobishy Jacson, Kiss My Jazz, Monguito, Shadowgraphic City, The Love Sostitutes, Othin Sake, The Parallels, Club Moral, Archetipi of the MultiSabanas e I Hate Camera. Pawlowski ha poi lavori da solista con vari alias. Trouvé ha suonato con i Dead Man Ray, Gore Slut, I Hate Camera, Kiss My Jazz, The Love Substitutes, Rudy Trouvé Sextet/Settet, Rudy and the Unforgettable Wally's.
Questa evoluzione si diffuse poi in tutto il paese, da Limburgo (Noordkaap, Evil Superstars) a Bruxelles (Venus, Sharko, Channel Zero) a Gand (Gorki, Millionaire, Soulwax, An Pierlé). Altri artisti rilevanti sono Ozark Henry, Hooverphonic o K's Choice.

### Dal 2000 in poi
Gli anni 2000 segnano l'arrivo di una nuova scena belga disinibita (principalmente francese) iniziata dai Venus, e poi da Girls in Hawaii, Ghinzu, The Telrs, Hollywood Porn Starse Sharko, il cui impatto internazionale rimane più limitato di quello dei loro predefiniti predecessori.